# Los Angeles Avengers
I Los Angeles Avengers erano una squadra di Arena Football League con sede a Los Angeles, California. La squadra era stata fondata nel 2000 ed è rimasta attiva fino al 2009.